# Чегла
Чегла (рос. Чегла) — присілок у Лодєйнопольському районі Ленінградської області Російської Федерації.
Населення становить 88 осіб. Належить до муніципального утворення Доможировське сільське поселення.

## Історія
Згідно із законом від 20 вересня 2004 року № 63-оз належить до муніципального утворення Доможировське сільське поселення.

## Населення
| 1926 | 1950 | 1997 | 2007 | 2010 | 2014 |
| ---- | ---- | ---- | ---- | ---- | ---- |
| 16   | ↗110 | ↘94  | ↗97  | ↗111 | ↘88  |